# 도깨비도로

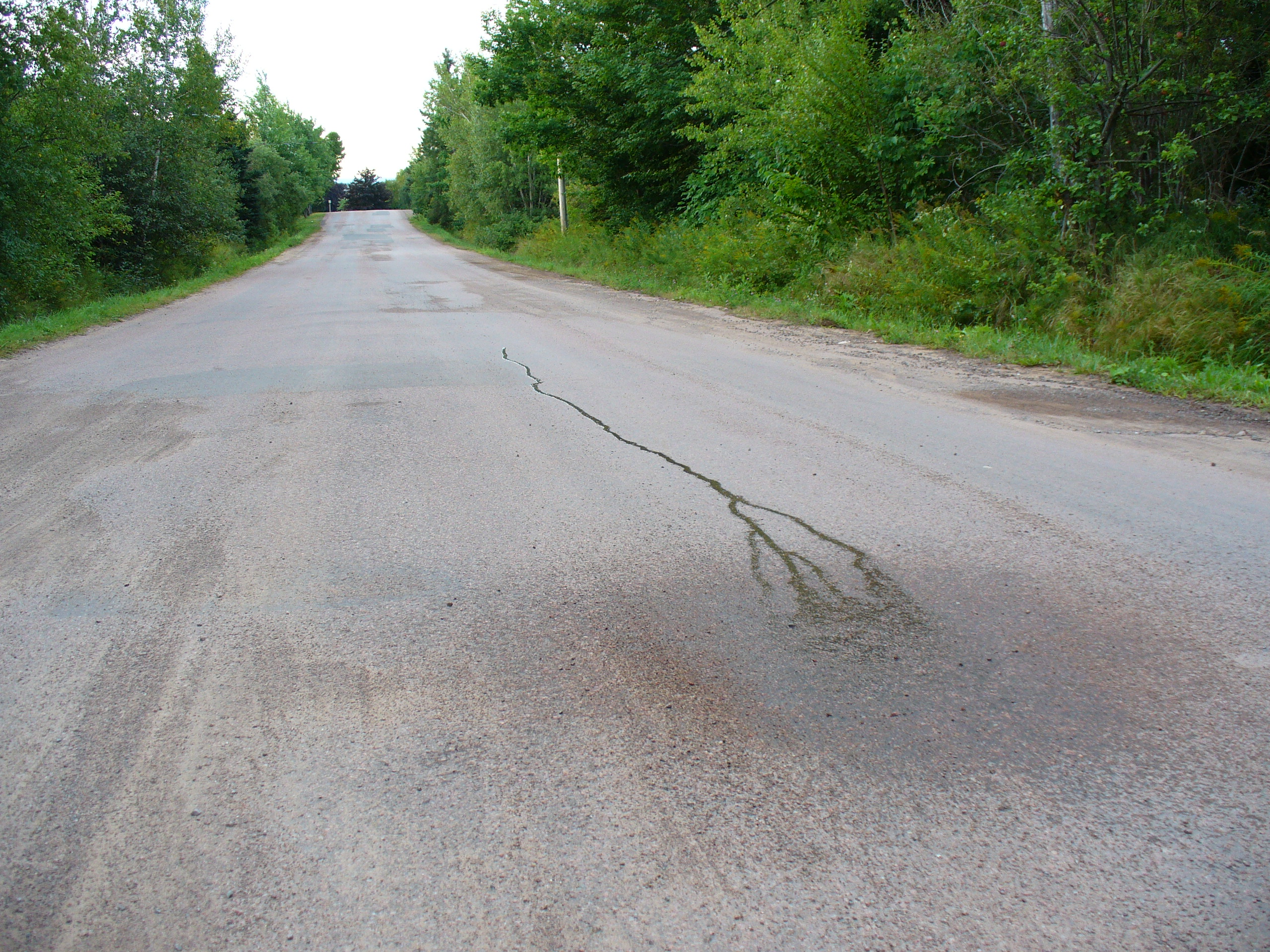

도깨비도로는 도로와 주변 환경과의 착시현상으로 오르막길/내리막길이 겉보기와 반대로 된 도로를 말한다. 이름은 도깨비에서 따왔다. 대한민국에서는 제주도에서 처음 발견됐다. 도로의 기울기가 달라지는 곳 부근에 생기며 관광객이 실험을 너무 많이 해서 교통혼잡이 생겨 우회도로가 뚫리는 경우도 있다고한다

## 대한민국의 도깨비도로
- 강원특별자치도 두문동재 옛길
- 제주특별자치도 신비의 도로
- 경기도 의왕시 도깨비도로
- 충청북도 제천시 학현소야로 (학현소야로 427지점, 제천학생야영장 인근)
- 전라남도 광양시 도깨비도로

- 충청남도 아산시 초사동 갱티고개